# Nolan Schaefer
Nolan Schaefer (Yellow Grass, 15 gennaio 1980) è un ex hockeista su ghiaccio canadese naturalizzato svizzero che giocava come portiere. Vanta presenze sia in NHL che in KHL.

## Carriera
Schaefer iniziò la sua carriera negli Stati Uniti presso il Providence College nella stagione 1999–2000. Disputò 99 partite con la maglia di Providence segnando il record per la squadra di 2.848 parate. Nel campionato 2000–01 riuscì a conquistare 15 vittorie su 25 partite disputate, rientrando a fine anno nella selezione dell'All-American Second Team.
I San Jose Sharks selezionarono Schaefer al quinto giro, in 166ª posizione totale nel draft del 2000. Dopo il fratello maggiore Peter Nolan fu il secondo giocatore proveniente dal villaggio di Yellow Grass ad essere scelto e a giocare in National Hockey League.
Schaefer firmò un contratto con San Jose il 19 agosto 2003, trascorrendo le tre stagioni successive con le formazioni affiliate agli Sharks nelle leghe minori dell'ECHL e dell'AHL, Fresno Falcons, Cleveland Barons e Worcester Sharks. Il 15 agosto 2005 prolungò di un altro anno il contratto da restricted free agent con San Jose.
Nolan Schaefer fece il suo debutto in NHL in sostituzione dell'infortunato Vesa Toskala il 26 ottobre 2005. Disputò 7 partite, totalizzando 5 vittorie. Per il resto della stagione si alternò fra il ruolo di titolare a Cleveland con il ruolo di terzo portiere degli Sharks.
Il 27 febbraio 2007 fu ceduto ai Pittsburgh Penguins in cambio di una scelta al draft del 2007, giocando con gli affiliati dei Wilkes-Barre/Scranton Penguins. Il 3 luglio dello stesso anno Schaefer firmò da free agent con i Minnesota Wild, legandosi per le due stagioni successive con la squadra affiliata degli Houston Aeros, allenati da Kevin Constantine. Nolan il 5 agosto 2009 si trasferì in Europa per giocare in Kontinental Hockey League con la maglia del CSKA Mosca.
Schaefer dopo una stagione nel luglio 2010 ritornò in Nordamerica firmando un contratto di un anno con i Boston Bruins. Nel mese di ottobre, per far spazio nel roster a Brian McGrattan, fu liberato dal suo contratto e mandato in AHL con i Providence Bruins.
Dopo aver concluso la stagione 2010-11 con una breve parentesi con gli Hershey Bears nel settembre del 2011 fu ingaggiato dalla formazione svizzera dell'HC Ambrì-Piotta. Grazie anche alle origini svizzere gli fu offerto un contratto di un anno con opzione per altri due in attesa del passaporto rossocrociato. Nel dicembre dello stesso anno, data l'ufficializzazione della cessione del primo portiere Thomas Bäumle ai SCL Tigers nella stagione 2012-13, Schaefer fu confermato dalla società fino al 2013, con un'opzione per la stagione 2013-2014. Nel settembre del 2012 giunse ufficialmente il passaporto rossocrociato, rendendolo così a tutti gli effetti un giocatore svizzero.

## Palmarès

### Club
- Coppa Svizzera: 1

Berna: 2014-2015

### Individuale
- Hockey East First All-Star Team: 1

2000-2001
- AHL Harry "Hap" Holmes Memorial Award: 1

2007-2008
- AHL All-Star Classic: 1

2008